# 圣尼古拉德拉巴莱尔姆
圣尼古拉-德拉巴莱尔姆（法語：Saint-Nicolas-de-la-Balerme，法語發音：[sɛ̃ nikɔla də la balɛʁm]）是法国洛特-加龙省的一个市镇，位于该省东南部，加龍河左岸，省会阿让市区东南约18公里，属于阿让区和阿让城市圈公共社区。

## 地理
圣尼古拉-德拉巴莱尔姆（44°8'12"N, 0°45'48"E）面积4.72 平方千米，位于法国新阿基坦大区洛特-加龍省，该省份为法国西南部内陆省份，北起多爾多涅省，西接吉倫特省和朗德省，南至热尔省，东临塔恩-加龙省和洛特省。
与圣尼古拉-德拉巴莱尔姆接壤的市镇（或旧市镇、城区）包括：圣罗曼勒诺布勒、科德科斯特、圣让德蒂拉克、圣西克斯特。
圣尼古拉-德拉巴莱尔姆的时区为UTC+01:00、UTC+02:00（夏令时）。

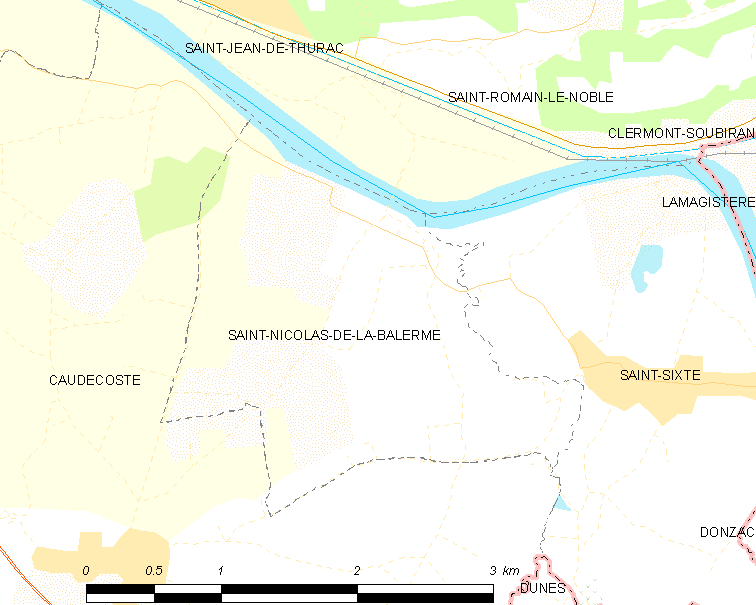
圣尼古拉-德拉巴莱尔姆的OSM定位图

## 行政
圣尼古拉-德拉巴莱尔姆的邮政编码为47220，INSEE市镇编码为47262。

## 政治
圣尼古拉-德拉巴莱尔姆所属的省级选区为东南阿日奈县。

## 人口
圣尼古拉-德拉巴莱尔姆于2022年1月1日时的人口数量为425人。

1962-2008年间圣尼古拉-德拉巴莱尔姆人口变化图示

## 交通
洛特-加龙省省道D114线和D284线在圣尼古拉-德拉巴莱尔姆市中心交汇。